# It’s Alright (Baby’s Coming Back)
It’s Alright (Baby’s Coming Back) ist ein Lied des britischen Pop-Duos Eurythmics aus dem Jahr 1985. Es erschien im April des Jahres auf dem Album Be Yourself Tonight sowie als vierte und letzte Single daraus im Dezember 1985.

## Hintergrund
Das Lied wurde von den beiden Eurythmics-Mitgliedern Annie Lennox und David A. Stewart geschrieben beziehungsweise komponiert. Stewart zeichnete darüber hinaus für die Produktion verantwortlich. Es handelt sich im Original um einen Popsong mit einigen Einflüssen aus dem Contemporary R&B und Funk. Das Lied wurde jedoch live deutlich gitarrenlastiger und somit rockiger und funkbetonter gespielt, etwa auf der Revenge Tour in einer acht Minuten langen Version.
Die Erstveröffentlichung von It’s Alright (Baby’s Coming Back) erfolgte als Teil des vierten Eurythmics Studioalbums Be Yourself Tonight am 26. April 1985. Am 30. Dezember 1985 erschien es erstmals als offizielle Singleauskopplung durch RCA Records. Diese erschien gleichzeitig in zwei verschiedenen 7″-Single-Ausführungen, eine mit der B-Seite Conditioned Soul sowie eine mit der B-Seite Tous les garçons et les filles. Darüber hinaus erschien am gleichen Tag eine 12″-Maxi-Single, die beide B-Seiten enthält.
Das dazugehörige Musikvideo entstand unter der Regie von Willy Smax. Es zeigt eine Mischung aus Computersequenzen und Livebildern.

## Mitwirkende
Eurythmics
- Annie Lennox – Gesang, Keyboard
- David A. Stewart – Gitarre

Weitere Musiker
- Martin Dobson – Saxophon
- Dean Garcia – Bass
- Dave Plews – Trompete
- Olle Romo – Schlagzeug

## Rezeption

### Preise
It’s Alright (Baby’s Coming Back) wurde im Jahr 1987 mit einem Ivor Novello Award in der Kategorie „Best Contemporary Song“ ausgezeichnet. Das Lied setzte sich dabei geben Sledgehammer (Peter Gabriel) und West End Girls (Pet Shop Boys) durch.

### Chartplatzierungen
| ChartsChartplatzierungen       | Höchstplatzierung | Wochen/ Monate |
| ------------------------------ | ----------------- | -------------- |
| Deutschland (GfK)              | 22 (9 Wo.)        | 9 Wo.          |
| Österreich (Ö3)                | 14 (1½ Mt.)       | 1½ Mt.         |
| Schweiz (IFPI)                 | 23 (6 Wo.)        | 6 Wo.          |
| Vereinigtes Königreich (OCC)   | 12 (8 Wo.)        | 8 Wo.          |
| Vereinigte Staaten (Billboard) | 78 (6 Wo.)        | 6 Wo.          |